# 丰乐桥
31°27′11″N 120°25′28″E / 31.452961°N 120.42438°E
丰乐桥，又称北望亭桥、龙汇桥、龙洄桥、望亭五七桥、五七大桥，是位于中华人民共和国江苏省无锡市新吴区南开路的一座大桥，为跨京杭大运河的桥梁。

## 特点
明朝万历年间施策建丰乐桥，清朝康熙年间重建。嘉庆二十一年（1816年）由苏州府同知齐梅麓集资重建，命名丰乐桥。然而对此桥质量一直存有争议，清朝文学家钱泳在《履园丛话》记载，嘉庆二十年（1815年）计划重建，当地民众希望修建一座陆行桥梁，但当时无锡知县韩履宠问之前是否有旧例。回答道没有。韩履宠于是称“然则率由旧章可也”（照着老路走）。当地负责监修的华凤仪等人也并不抗争，于是草草修建，每次遇到西北疾风出现，京杭运河水流加速，均会造成人祸。
咸丰十年（1860年），太平天国军李秀成部与清军何春部在望亭交战，丰乐桥被毁。同治九年（1870年）重建，改为北望亭桥。光绪十九年（1893年）重建。中华人民共和国成立后，重建钢筋混凝土结构的五七大桥。西侧为苏州市农业科学院（原太湖地区农科院、五七干校）。2007年底开始，苏南运河无锡段开始进行“四改三”（四级航道升级为三级航道），因此改建大桥以提高运河整体运力。2012年1月12日，该桥通过交工验收，新桥命名为丰乐桥。该桥也是苏南运河无锡段与苏州段的分界线。